# Jan van Valkenburg
Jan van Valkenburg, ook wel Johan van Valkenburg-Bütgenbach (Valkenburg?, ca 1313 - Monschau?, 10 augustus 1352), was een 14e-eeuwse ridder uit het adellijke Huis Valkenburg-Heinsberg. Hij was onder andere heer van Valkenburg en Monschau-Bütgenbach. Zijn korte regeerperiode leidde tot het einde van het zelfstandige land van Valkenburg.

## Biografische schets
Over het leven van Jan of Johan van Valkenburg is vrij weinig bekend. Als jongere zoon van Reinoud van Valkenburg erfde hij in 1333 de heerlijkheid Bütgenbach, tegenwoordig gelegen in de Belgische Oostkantons. Net als zijn oudere broer Dirk was Jan, als huurling die aan het hoofd stond van een troep bewapende ruiters, betrokken bij de strijd in de Honderdjarige Oorlog. In 1337 maakte hij als gezant van graaf Otto II van Gelre een reis naar Engeland, waar hij enige tijd aan het hof van Eduard III van Engeland verbleef. Op 23 april 1340 verklaarde hij, samen met zijn broer en hun oom Jan, heer van Born en Susteren, de oorlog aan de Franse koning, waarna ze gezamenlijk strijd leverden in Vlaanderen en Noord-Frankrijk. Ook nam hij in 1344, samen met Willem IV van Holland en Zeeland, deel aan een zogenaamde Pruisentocht, een soort kruistocht van de Duitse Orde tegen de heidense Litouwers en Pruisen.

Wapen van Sankt Vith met Valkenburgse leeuw

Omstreeks 1340 trad hij te Bergen op Zoom in het huwelijk met Joanna van Voorne, dochter van Albert van Voorne en Mechteld van Wesemael.Joanna was een nicht van Machteld van Voorne, de echtgenote van zijn broer. Door dit huwelijk kon Jan zich heer van Bergen op Zoom noemen. Na het overlijden van Dirk IV was hij tevens heer van Valkenburg en Monschau. In de stad Sankt Vith, sinds 1270 een bezit van de Valkenburgers, liet hij een burcht en vestingwerken aanleggen. In 1350 verleende hij Sankt Vith stadsrechten. Twee jaar later, het jaar van Jans overlijden, kreeg ook Monschau stadsrechten.
Op 25 juli 1347 was Jan in Aken aanwezig toen keizer Karel IV de privileges van die stad bevestigde. Twee weken later droeg de keizer de voogdij over de stad aan hem op in een akte waarin hij Jan consanguineus et fidelis ("mijn bloedverwant en getrouwe") noemde.
Jan stierf in de zomer van 1352, nog geen 40 jaar oud, en liet een bankroet land achter. Hij werd begraven in het klooster Reichenstein nabij Monschau, waar zijn zuster Elisabeth non was. Doordat het huwelijk van Jan van Valkenburg en Joanna van Voorne kinderloos was gebleven, kwam in 1352 een einde aan de Kleefse lijn van het Valkenburgs-Heinsbergse Huis en brak daarna de Valkenburgse erfopvolgingsstrijd uit. Deze leidde na enkele onrustige decennia tot de annexatie van het land door het hertogdom Brabant in 1378.